# Ong Bak 2
Ong Bak 2 – tajski przygodowy film akcji z elementami walk w stylu Muay Thai z 2008 r., w reżyserii Tonny'ego Jaa i Panna Rittikrai.

## Obsada
- Tony Jaa jako Tiang
- Nirut Sirichanya jako mistrz Bua
- Petchtai Wongkamlao jako Mhen
- Sorapong Chatree jako Chernang
- Janista Choochuaisuwan jako
- Tim Man jako Ninja
- Patthama Panthong jako Lady Plai
- Santisuk Promsiri jako Siha Decho
- Pongpat Wachirabunjong
- Sarunyu Wongkrachang jako Rajasena Lord